# Hoogemeeden
Hoogemeeden est un hameau de la commune néerlandaise de Westerkwartier, situé dans la province de Groningue.

## Géographie
Le hameau est situé à l'est du village de Den Horn, entre celui-ci et l'Aduarderdiep.

## Histoire
Le nom de Hoogemeeden signifie les hautes prairies (du groningois meeden, prairie). Proche de Hoogemeeden est situé Lagemeeden. Autrefois, les deux hameaux formaient une paroisse. À l'origine, Hoogemeeden a été fondé autour d'une ferme appartenant au monastère d'Aduard.
Hoogemeeden fait partie de la commune de Zuidhorn avant le 1er janvier 2019, date à laquelle celle-ci est rattachée à Westerkwartier.

## Source
- (nl) Cet article est partiellement ou en totalité issu de l’article de Wikipédia en néerlandais intitulé « Hoogemeeden » (voir la liste des auteurs).